# Infografia Multimédia
Infografia Multimédia  é uma subespécie da Infografia conhecida por transmitir informação através da conjugação de variados elementos multimédia, numa mesma plataforma. Característica da web 2.0, o conceito da Infografia Multimédia surge algures em 1995, quando o boom da Internet começa a fazer parte do quotidiano da sociedade. Vista como uma evolução natural dos ambientes de comunicação online, este tipo de infografia agrega elementos como vídeo, texto, imagem, áudio e grafismo, manipulados por organismos de programação que permitem uma maior interação com o leitor. 

Infografia Animada que mostra efeitos da neve num lago em Buffalo

## Infografia Multimédia e Jornalismo Online

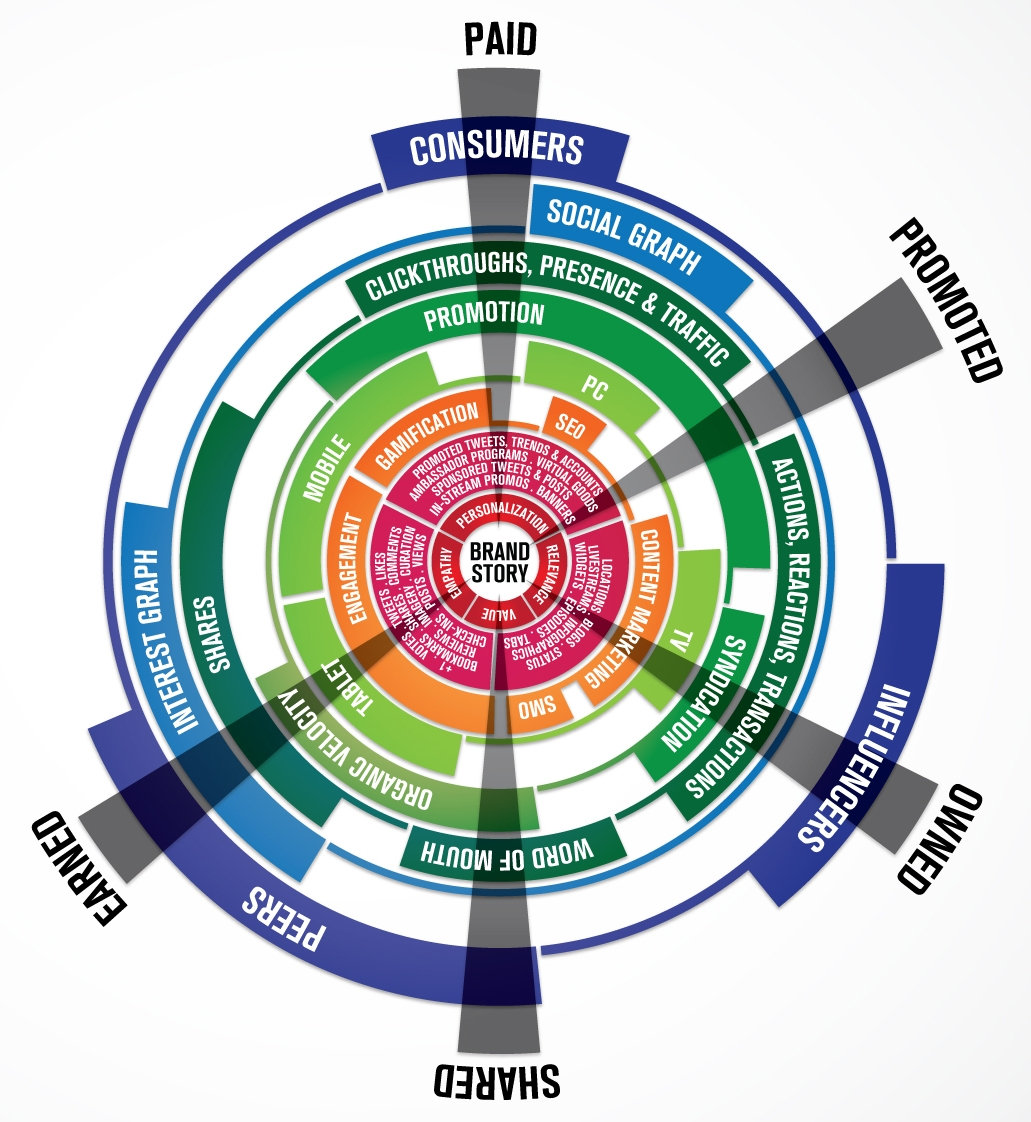
Infografia sobre redes sociais

Apesar da multiplicidade de utilização, a infografia ganha especial ênfase na produção de conteúdos de informação, nomeadamente na produção online do jornalismo. Para os veículos de comunicação impressa, difusão do uso de infografias, inclusive para os telejornais foi a Guerra do Golfo Pérsico, em 1991. Como não era permitido filmar e fotografar os acontecimentos durante a guerra, os jornalistas valeram-se de desenhos, diagramas, gráficos e tabelas para mostrar aos leitores e telespectadores o que se passava na frente de batalha. Já no jornalismo online, o marco para a popularização de infografias foi o ataque as Torres Gêmeas, a 11 de Setembro de 2001, nos Estados Unidos (RIBAS, 2004).
Tal como o jornalismo online, a infografia multimídia é capaz de reunir em sua estrutura diferentes mídias. Sancho entende que para funcionar bem “[...] a infografia multimídia deve reunir o princípio de utilidade (informação, significação e funcionalidade) e o de visualidade (compreensão, estética, iconicidade, tipografia e proporção como resto da informação)” (SANCHO, 2001, p.203). Como já foi mencionado anteriormente, a infografia multimídia possui o aspecto de hipertextualidade. Para Ladreda (2004), a infografia considerada individualmente concentra todas as características de um hipertexto. Nesse contexto, o autor destaca que a infografia multimídia é dotada de “autonomia hipertextual”. Lévy (1996) define o hipertexto por um conjunto nós (elementos de informação, parágrafos, páginas, imagens, sequências musicais etc.) e de ligações entre esses nós (referências, notas, indicadores, “botões” que efetuam a passagem de um nó a outro).
Para autores como Dondis (2000), os infográficos disseminam uma nova concepção de linguagem que permite aproximar o fato com a realidade. A autora enfatiza ainda que, nos veículos impressos a palavra é o elemento fundamental e os fatores visuais, como o cenário físico, o formato a ilustração, são secundários ou utilizados apenas como apoio, nos novos veículos de comunicação digitalizados acontece exatamente o contrário, o visual predomina e o verbal tem a função de acréscimo.

## Características da infografia multimédia
- Multimédia: é a combinação, controlada por computador, de pelo menos um tipo de média estática (texto, fotografia, gráfico), com pelo menos um tipo de média dinâmica (vídeo, áudio, animação) (Chapman & Chapman 2000 e Fluckiger 1995).
- Interatividade: é a característica dos sistema multimédia que permite ao utilizador final, controlar como e quando os conteúdos são apresentados. (Gouveia, 2009)
- Hipertexto:  é o termo que remete a um texto em formato digital, ao qual se agregam outros conjuntos de informação na forma de blocos de textos, palavras, imagens ou sons, cujo acesso se dá através de referências específicas denominadas hiperlinks, ou simplesmente links.
- Global: capacidade de a informação estar disponível em qualquer lugar e a qualquer momento, numa espécie de sentido de omnipresença.
- Atualidade: uma das principais características da mensagem espalhada na internet é a sua velocidade e capacidade de simplicidade na apresentação e atualização dos conteúdos.
- Memória: capacidade de armazenar a informação, abre um novo horizonte para a criação de base de dados extensas e quase mesmo infinitas. (Negroponte, 1995)
- Personalização: a mensagem é centralizada no indivíduo, tal como é personalizada a experiência do indivíduo com a interface multimédia. A informação não é apenas emitida e recebida.

## Classificação de categorias de infografias multimédia
A classificação das diferentes categorias multimédia baseia-se na intenção de comunicar o produto e tem como objetivo garantir a eficiência da infografia na apresentação de diferentes tipos de conteúdo.
Contribui para uma reflexão sobre o tratamento visual das informações para a diversidade de utilidades.
| Categoria     | Objetivo                                                                                       | Característica |
| ------------- | ---------------------------------------------------------------------------------------------- | --- |
| Narrativas    | Explicam algo possibilitando ao usuário envolver-se com o propósito apresentado pela história. | Histórias (factuais, ficcionais, partidárias) contadas a partir de um ponto de vista. Incluem anedotas, histórias pessoais, de negócios, estudos de casos etc... |
| Instrutivas   | Explicam algo habilitando o usuário a seguir seqüencialmente o conteúdo.                       | Instruções passo a passo que expliquem como as coisas funcionam ou como os eventos acontecem.                                                                    |
| Exploratórias | Dão ao usuário a oportunidade de explorar e descobrir o conteúdo e suas invenções.             | Qualquer narrativa que permita ao usuário explorar ativamente o conteúdo para compreender o seu sentido.                                                         |
| Simulatórias  | Permitem ao usuário a experiência de um fenômeno do mundo real.                                | Qualquer narrativa que permita ao usuário experienciar um acontecimento como se estivesse nele.                                                                  |

### Tipos de Infografias Multimédia
Para além das categorias que identificam o estilo das infografias multimédia, podemos também classificar as mesmas em conformidade com o tipo de publicação. Assim, poderemos identificar as infografias como sendo autónomas, se sobreviverem sozinhas, sem necessidade de acompanhamento textual, ou complementares, onde surgem como um auxiliar à produção textual.
| Tipo         | Características |
| ------------ | --- |
| Autónoma     | Contém todos os elementos de uma notícia sem a necessidade de um texto paralelo. O texto é elemento complementar à narrativa assim como outros códigos audiovisuais, integrados, constituindo uma unidade informativa independente. É a própria notícia. |
| Complementar | Serve como informação complementar à notícia principal Complementar apresentada na forma de texto. |

### Estados de Infografias Multimédia
| Estado        | Características |
| ------------- | --- |
| De atualidade | É construído no momento dos acontecimentos. |
| De memória    | É um arquivo. Torna-se arquivo quando deixa de ser de atualidade. É ao mesmo tempo múltiplo, instantâneo e cumulativo (Palacios, 2000), considerando a lógica estruturante do ciberespaço (Machado, 2004). |